# Daddy Boastin’
Daddy Boastin’, artistnamn för Winston Errol Barbour, född 11 juli 1959 på Saint Vincent i Västindiska federationen (nuvarande Saint Vincent och Grenadinerna), död 30 augusti 2020 i Stockholm, var en svensk rappare. Han var en av de första kända svenska toastarna och en tidig artist inom svensk ragga/dancehall.
Daddy Boastin’ blev känd för en bredare publik med sina samarbeten med The Latin Kings, han medverkade på samtliga deras album. 
Han släppte 2002 soloalbumet Efterlyst på skivbolaget Telegram Records Stockholm  som kom som högst på den svenska albumlistans 40:e plats.
Daddy Boastin’ samarbetade flitigt med andra artister och grupper, bland andra Swing-A-Ling Soundsystem och Teddybears. 2003 fick han en hit tillsammans med popgruppen Miio med en cover på Gyllene Tiders När vi två blir en. År 2007 sjöng han tillsammans med Markoolio på Idollåten.
Daddy Boastin’ var medlem i konsertarrangörsgruppen Trinity Soundsystem.